# Кубок Макао з футболу 2025
Кубок Макао з футболу 2025 — 19-й розіграш кубкового футбольного турніру у Макао. Титул володаря кубка захищає Гала.

## Календар
| Раунд               | Дата            | Матчі | Клуби  |
| ------------------- | --------------- | ----- | ------ |
| Попередній раунд    | 17 травня 2025  | 2     | 10 → 8 |
| 1/4 фіналу          | 9-16 липня 2025 | 4     | 4 → 2  |
| 1/2 фіналу          | 23 липня 2025   | 2     | 4 → 2  |
| Матч за третє місце |                 | 1     |        |
| Фінал               |                 | 1     | 2 → 1  |

## Попередній раунд
| Команда 1      | Рахунок | Команда 2 |
| -------------- | ------- | --------- |
| 17 травня 2025 |         |           |
| Цзя Хуа        | 2:4     | Чіба      |
| Бенфіка        | 3:0     | Хан Сай   |

## 1/4 фіналу
| Команда 1        | Рахунок | Команда 2    |
| ---------------- | ------- | ------------ |
| 9 липня 2025     |         |              |
| Чін Фун          | 8:1     | Люн Лок      |
| Чао Пак Кей      | 0:1     | Бенфіка      |
| 15 липня 2025    |         |              |
| Чіба             | 0:2     | Шао Цзян     |
| Спортінг (Макао) | 0:5     | Універсідаде |

## 1/2 фіналу
| Команда 1     | Рахунок | Команда 2    |
| ------------- | ------- | ------------ |
| 23 липня 2025 |         |              |
| Чін Фун       | :       | Шао Цзян     |
| Бенфіка       | :       | Універсідаде |